# Кишковский, Альберт Николаевич
Альберт Николаевич Кишковский (7 января 1922 — 29 мая 1997) — российский рентгенолог, доктор медицинских наук, профессор, член-корреспондент АМН СССР (1984), генерал-майор медицинской службы.

## Биография
Родился 7 января 1922 года в Ташкенте.
В 1943 г. окончил военный факультет Саратовского медицинского института (1943). Участник Великой Отечественной войны, хирург медсанбата.
С 1946 г. рентгенолог госпиталя в Киевском военном округе, с 1952 по 1954 г. главный рентгенолог Северной группы войск.
С 1954 г. преподавал и вёл научную работу в ВМА. В 1965 г. защитил докторскую диссертацию на тему «Функциональные и морфологические изменения лимфатической системы при острой лучевой болезни : (Эксперим. исследование)». Профессор (1967). С 1968 по 1989 г. начальник кафедры рентгенологии и радиологии ВМА и одновременно главный рентгенолог Министерства обороны СССР. Член редакционной коллегии журнала «Вестник рентгенологии и радиологии». Генерал-майор медицинской службы.
Темы научных исследований:
- неотложная рентгенодиагностика закрытых повреждений и ранений внутренних органов;
- рентгенологические исследования при критических состояниях, обусловленных множественной тяжелой травмой, острыми заболеваниями и отравлениями;
- применение электрорентгенографии и компьютерной томографии при травмах и ранениях головы, органов грудной и брюшной полости;
- лучевая терапия неопухолевых заболеваний.

Автор (соавтор) более 300 научных работ.
Член-корреспондент АМН СССР (1984).
Награждён орденами Отечественной войны I и II степени, Красной Звезды (дважды) и медалями.